# Not My Fault
Not My Fault는 대한민국의 음악 프로듀서 드레스와 싱어송라이터 소금의 합작 정규 음반으로, 하이라인 엔터테인먼트를 통해 2019년 9월 27일에 발매되었다. 한국대중음악상 최우수 R&B 음반 후보에 올랐고, 가온 앨범 차트 65위를 기록했다.

## 배경
소금은 지니 뮤직과의 인터뷰에서 음반 제작 배경을 밝혔다.
오빠도 상업적인 음악을 했는데 그런 거 말고 자기 감정을 아무 생각 없이 비트로 풀어내고 싶다는 생각을 하고 있었다고 한다. 드레스 오빠가 먼저 작업을 해보자 해서 함께 한 건데 그땐 나도 스피드를 붙여서 작업을 하고 오빠도 그런 감정을 담을 비트를 계속 보내주니까 처음엔 한두 곡 내자고 했던 게 순식간에 곡이 진짜 많이 쌓였다. 우리 음악을 듣고 대중은 어렵다고 할 수도 있겠지만 이해를 바라지 말고 "우리 잘못은 아니야"라는 의미로 제목을 짓고 앨범 콘셉트를 정했다.

## 음악 및 가사
"발음을 뭉개고 흘리며 전개하는 소금의 보컬"은 때로는 천진난만하다가도(“궁금해”, “Honey Bee”, “Pretty bitch”), 건조하며(“미안해”, “다시한번”), 어떤 때는 주술과도 같다(“일기”. “Dreamer, Doer”). 드레스의 프로덕션은 "힙합, 알앤비, 일렉트로닉을 넘나"든다.
"일기"는 모치바 같은 90년대 트립합 사운드를 떠올리게 하고, "아날로그 드럼 셋로 연주된 다운 템포의 비트와 피아노와 스트링, 기타 여기에 이펙트로 찌그러진 사운드는 앨범의 방향을 말해" 준다. "미안해"는 일렉트로닉 사운드를 강조했고, "Pretty Bitch"는 어쿠스틱 기타만으로 곡을 이끌어간다.

## 평가
<리드머>의 강일권은 음반에 5점 만점에 4점을 주며 음반이 "짜릿"하고 탁월하고 신선하다고 평했다. 반면 소금의 한국어 가사 비중이 적은 것을 지적했다.
<음악취향Y>의 평론가들은 "궁금해"에 5점 만점에 3.5점을 주었다. 정병욱에 따르면, 드레스의 비트는 "미니멀리즘에 가까운 최소한의 소스를 적재적소에 활용해 몽환적 감각과 그루브의 최대치를 끌어낼 줄" 안다. 소금의 보컬은 "소리의 공명을 줄인 채 남다르게 가사를 발음하고 색다른 호흡과 강세로 정서를 실어 개성을 뽐"낸다. 한편 박재범의 파트는 "달콤한 가사를 자연스러운 멋과 온도로 담아내" 훅의 피로도를 중화한다.

### 연말 목록
| 출판사   | 목록                             | 순위 | 각주  |
| -------- | -------------------------------- | ---- | ----- |
| <리드머> | 2019년 최고의 한국 R&B 음반 10장 | 5    | [ 5 ] |

## 수상 및 후보
| 시상식           | 연도 | 부문            | 결과 | 각주  |
| ---------------- | ---- | --------------- | ---- | ----- |
| 한국대중음악상   | 2020 | 최우수 R&B 음반 | 후보 | [ 6 ] |
| 한국 힙합 어워즈 | 2020 | 올해의 R&B 앨범 | 후보 | [ 7 ] |

## 곡 목록
전체 작사: 소금. 전체 작곡: 드레스, 소금
| #            | 제목                                     | 작사                    | 작곡                 | 재생 시간 |
| ------------ | ---------------------------------------- | ----------------------- | -------------------- | --------- |
| 1.           | 〈일기〉 (featuring 펀치넬로)            | 펀치넬로                |                      | 3:38      |
| 2.           | 〈Dreamer, Doer〉                        |                         |                      | 2:56      |
| 3.           | 〈궁금해〉 (featuring 박재범)            | 박재범                  | 박재범               | 3:34      |
| 4.           | 〈다시한번〉 (featuring 체)              | 체                      | 체, 료               | 3:36      |
| 5.           | 〈Honey Bee〉 (featuring 페노메코)       | 페노메코                | 료, 페노메코         | 2:28      |
| 6.           | 〈Moonlight〉 (featuing 체 & 모쿄)       | 모쿄                    | 모쿄                 | 3:46      |
| 7.           | 〈물어보지마〉 (featuring 우원재 & 제인) | 장진제인, 우원재        | 료, 장진제인, 우원재 | 3:48      |
| 8.           | 〈It Was〉                               | 켄타로 오카와라         |                      | 2:06      |
| 9.           | 〈However〉 (featuring 김심야 & 서현수)  | 켄타로 오카와라, 김심야 | 김심야               | 3:53      |
| 10.          | 〈Frog〉 (featuring 오메가 사피엔)       | 오메가 사피엔           | 한밤                 | 3:52      |
| 11.          | 〈미안해〉 (featuring 노이즈캣)          |                         | 노이즈캣             | 2:55      |
| 12.          | 〈Dear〉 (featuring 모쿄)                | 모쿄                    | 료                   | 3:56      |
| 13.          | 〈Pretty Bitch〉                         |                         | 료                   | 3:13      |
| 14.          | 〈Dreamer, Doer (Instrumental)〉         |                         |                      | 2:56      |
| 총 재생 시간 | 총 재생 시간                             | 총 재생 시간            | 총 재생 시간         | 46:43     |

## 차트
| 차트 (2019)          | 최고 순위 |
| -------------------- | --------- |
| 대한민국 음반 (가온) | 65        |